# Бас Павло Іванович
Павло Іванович Бас (1 липня 1988, м. Тернопіль — 7 січня 2015, с. Гранітне біля Маріуполя Донецької області) — український військовик, боєць полку особливого призначення «Азов» Національної гвардії України. Почесний громадянин міста Тернополя (2015) та Тернопільської області (2022, посмертно).

## Життєпис
Активний учасник фан-руху «Ниви» (Тернопіль) під прізвиськом «Сільодка».
Закінчив Тернопільську ЗОШ № 12, навчався в Тернопільському комерційному інституті за спеціальністю товарознавця, але залишив навчання. Пішов працювати, щоб допомагати родині. Працював на різних роботах, робив ремонти. Кілька разів їздив на Майдан до Києва.
На передовій був близько трьох місяців. Загинув у різдвяну ніч 7 січня 2015 під час обстрілу з РСЗВ «Град» у с. Гранітне біля Маріуполя.
Захоплювався музикою, добре грав на гітарі та співав, малював мультиплікаційні анімації. Був прихильником тернопільської футбольної команди «Нива», не пропускав жодного матчу.
Поховали Павла Баса 11 січня на Микулинецькому цвинтарі біля могили матері.
Залишились молодші сестра Кароліна і брати Михайло та Дмитро.

## Вшанування пам'яті
11 січня 2016 року на будинку в Тернополі, де мешкав Павло Бас, встановили пам'ятну дошку.

### Відзнаки
- почесний громадянин міста Тернополя (2015)[4] та Тернопільської області (26 серпня 2022, посмертно)[5].